# Cândido Nanzianzeno Nogueira da Motta
Cândido Nanzianzeno Nogueira da Motta (Porto Feliz, 9 de mayo de 1870 - Sao Paulo, 16 de marzo de 1942) fue un profesor y político brasileño. Fue senador estadual de Sao Paulo y diputado federal.
Nació en Porto Feliz, en el interior del estado de São Paulo. Hijo del educador Fernando Maria Nogueira da Motta y de Mariana Francisco da Motta estuvo casado con Clara Cândida da Motta Amaral. Licenciado en Derecho en 1891, ocupó los cargos de fiscal, jefe de policía, profesor de derecho, concejal, diputado estadual y federal y senador estadual (1922 a 1930). Durante el gobierno estadual de Altino Arantes (1916 - 1920) fue secretario de agricultura. Uno de los responsables de la creación del Parque das Monções, del Monumento a los Bandeirantes y de la línea férrea de Porto Feliz.
Falleció el 16 de marzo de 1942 en São Paulo.